# Адуш Муца
Стадіон Адуш Муца (алб. Stadiumi Adush Muça) — багатофункціональний стадіон у місті Баллш, Албанія. Наразі використовується переважно для проведення футбольних матчів і є домашнім стадіоном клубу «Бюліс». Стадіон вміщує 5200 місць.

## Історія
У 2012 році за підтримки власників клубу, Албанської футбольної асоціації та Міністерства економіки, культури та інновацій, стадіон реконструйовано. На стадіоні поклали нове поле, модернізували обладнання, а на трибунах встановили 3000 пластикових сидінь. Роботи на стадіоні були завершені у вересні 2012 року, і першою грою «Бюліса» (Баллша) на ньому стала перемога в Кубку Албанії над «Тарбуні» з рахунком 2-0.